# Église Saint-Georges de Bogenhausen
L'église Saint-Georges est une église catholique de Bogenhausen, ancien village maintenant rattaché à Munich. Son décor intérieur est un chef-d'œuvre de l'art baroque bavarois.
Elle dépend depuis 1934 de l'église paroissiale du Saint-Sang.

## Histoire
Les fondations de l'église datent du roman tardif et le chœur de la première moitié du XVe siècle. C'est en 1759 que le curé de l'église, Franz Georg Riedl, et le comte August Joseph von Toerring qui possédait un château à proximité décident de la reconstruction de l'église en style baroque. Ils font appel à l'architecte Johann Michael Fischer et l'intérieur est remanié en style rococo en 1766. Balthasar Trischberger poursuit l'œuvre de ce dernier après sa mort. Il reconstruit la coupole et la cure, terminés en 1768. Le clocher à bulbe est édifié en 1777.
Johann Baptist Straub est l'auteur du maître-autel consacré à saint Georges, dont la statue domine le chœur, ainsi que des statues de saint Donatien et de sainte Irène (1770-1773).
La fresque de saint Georges élevé au Ciel est de Johann Philipp Helterhof, la chaire et l'autel latéral de saint Corbinien sont d'Ignaz Günther.
L'église a été restaurée après les dommages de la dernière guerre et en 2000.

## Le cimetière
Le cimetière de Bogenhausen abrite les tombes de nombre d'artistes et d'écrivains, dont :
- Rainer Werner Fassbinder (1945-1982)
- Oskar Maria Graf (1894-1967)
- Erich Kästner (1899-1974)
- Hans Knappertsbusch (1888-1965)
- Annette Kolb (1870-1967)

## Média
Une longue séquence du film d'Antonioni Profession : reporter se déroule dans l'église Saint-Georges.

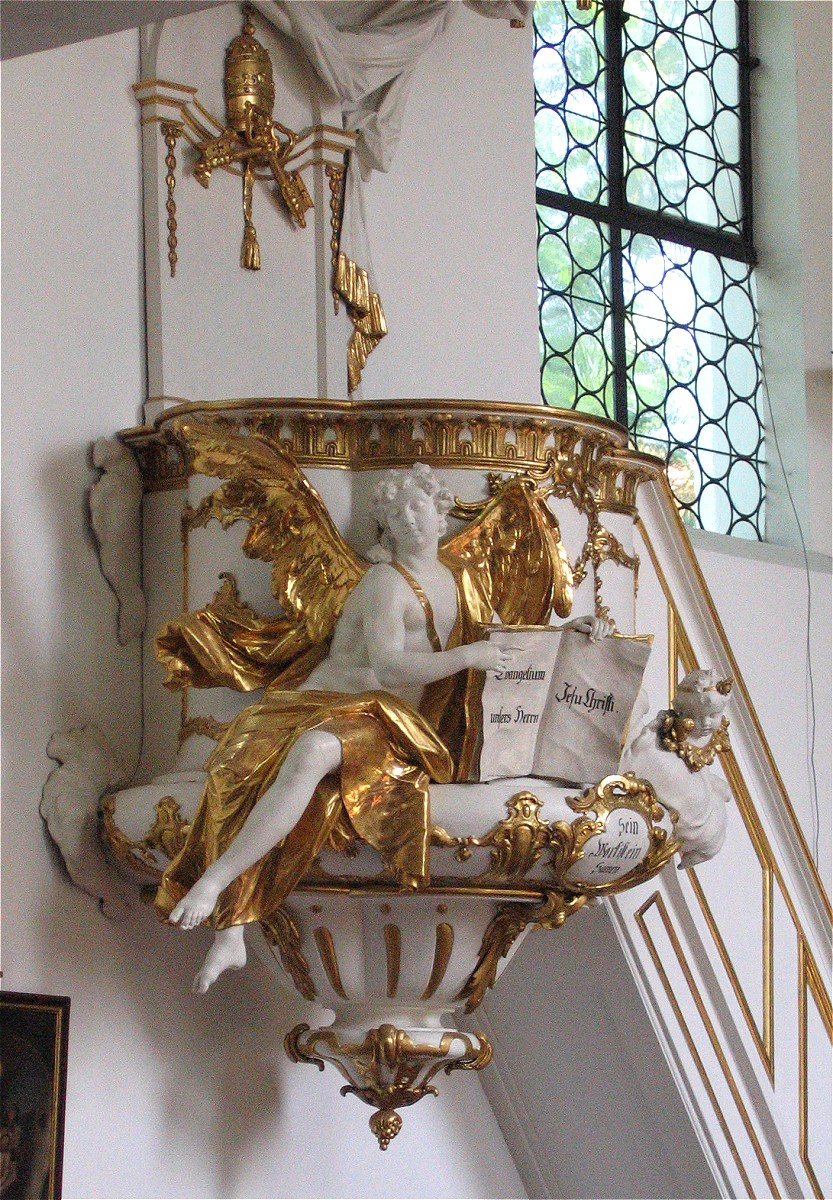
Chaire d'Ignaz Günther
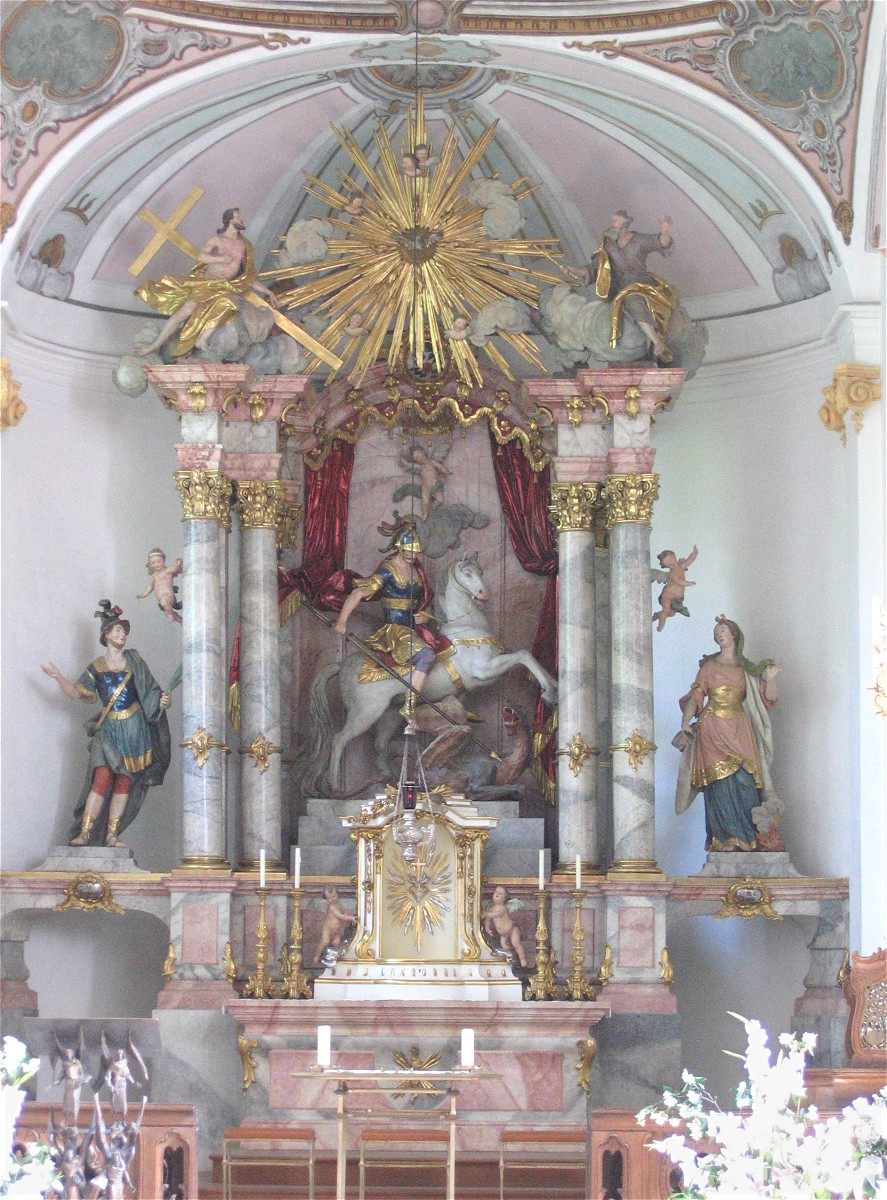
Vue du maître-autel